# Santiago Viera
Pour les articles homonymes, voir Viera.
 (juin 2017).
Santiago Viera est un footballeur uruguayen né le 4 juin 1998 à Montevideo. Il évolue au poste de milieu de terrain en faveur du CA San Lorenzo de Almagro.

## Biographie

### En équipe nationale
Avec les moins de 20 ans, Santiago Viera participe au championnat de la CONMEBOL des moins de 20 ans en 2017. Il joue trois matchs lors de ce tournoi. L'Uruguay remporte cette compétition.
Il dispute dans la foulée la Coupe du monde des moins de 20 ans organisée en Corée du Sud. Lors du mondial junior, il joue deux matchs : contre l'Arabie saoudite, et le Portugal.

## Palmarès
- Vainqueur du championnat de la CONMEBOL des moins de 20 ans en 2017 avec l'équipe d'Uruguay des moins de 20 ans